# بيمن الأول بطريرك موسكو
البطريرك بيمن (1910 - 3 مايو 1990)، كان البطريرك الرابع عشر لموسكو ورئيس الكنيسة الأرثوذكسية الروسية من 1970 إلى 1990.

## روابط خارجية
- بيمن (إزفيكوف) باللغة الروسية

| المناصب الروحية | المناصب الروحية             | المناصب الروحية |
| --------------- | --------------------------- | --------------- |
| سبقه {{{سبقه}}} | {{{العنوان}}} {{{الأعوام}}} | تبعه {{{تبعه}}} |